# Olympische Winterspiele 2006/Teilnehmer (Schweiz)
| Gelbes Symbol für Goldmedaillen mit stilisierten Olympischen Ringen | Graues Symbol für Silbermedaillen mit stilisierten Olympischen Ringen | Braundes Symbol für Bronzemedaillen mit stilisierten Olympischen Ringen |
| ------------------------------------------------------------------- | --------------------------------------------------------------------- | ----------------------------------------------------------------------- |
| 5                                                                   | 4                                                                     | 5                                                                       |

Die Schweiz nahm an den Olympischen Winterspielen 2006 im italienischen Turin mit einer Delegation von 130 Athleten teil.
Es war die bis anhin grösste Schweizer Delegation an Olympischen Winterspielen.

## Nominierungen
Die Eishockeynationalmannschaften der Männer und der Frauen wurden am 22. Dezember 2005 bzw. 12. Januar 2006 provisorisch und am 1. Februar definitiv nominiert, die Curling-Teams am 29. Dezember definitiv. Die Nominierungen für alle übrigen Sportarten erfolgten am 25. und 30. Januar 2006.

## Fahnenträger
Der Snowboarder Philipp Schoch trug die Fahne der Schweiz während der Eröffnungsfeier, bei der Schlussfeier wurde sie von Maya Pedersen-Bieri getragen.

## Medaillen

### Gold
- Skeleton, Damen: Maya Pedersen-Bieri
- Boardercross, Damen: Tanja Frieden
- Snowboard: Parallel-Riesenslalom, Herren: Philipp Schoch
- Freestyle, Springen, Damen: Evelyne Leu
- Snowboard: Parallel-Riesenslalom, Damen: Daniela Meuli

### Silber
- Ski Alpin, Abfahrt, Damen: Martina Schild
- Eiskunstlauf, Herren: Stéphane Lambiel
- Snowboard: Parallel-Riesenslalom, Herren: Simon Schoch
- Curling, Damen: Mirjam Ott, Binia Beeli, Valeria Spälty, Michèle Moser-Knobel, Manuela Kormann

### Bronze
- Ski Alpin, Abfahrt, Herren: Bruno Kernen
- Skeleton, Herren: Gregor Stähli
- Ski Alpin, Super-G, Herren: Ambrosi Hoffmann
- Bob, 2er, Herren: Martin Annen, Beat Hefti
- Bob, 4er, Herren: Martin Annen, Thomas Lamparter, Beat Hefti, Cédric Grand

## Teilnehmer nach Sportarten

### Biathlon
- Simon Hallenbarter (20 km)
Biathlon (20 km), Herren: 77. Platz, +10:14,0 min
- Matthias Simmen (20 km)
Biathlon (20 km), Herren: 52. Platz, +6:41,9 min

### Bob
Damen (2er)
- Maya Bamert, Martina Feusi
Zweierbob: 8. Platz – 3:52,04 min, +2,06 s
- Sabina Hafner, Cora Huber
Zweierbob: 10. Platz – 3:52,86 min, +2,88 s

Herren (2er)
- Martin Annen, Beat Hefti
Zweierbob: Bronze  – 3:43,73 min, +0,35 s
- Ivo Rüegg, Cédric Grand
Zweierbob: 8. Platz – 3:44,86 min, +1,48 s

Herren (4er)
- Martin Annen, Thomas Lamparter, Beat Hefti, Cédric Grand
Viererbob: Bronze  – 3:40,83 min, +0,41 s
- Ivo Rüegg, Andy Gees, Roman Handschin, Christian Aebli
Viererbob: 8. Platz – 3:41,80 min, +1,38 s

### Curling
| Herren (Curling Club St. Galler Bär) - Ralph Stöckli (Skip) - Claudio Pescia (Third) - Pascal Sieber (Second) - Marco Battilana (Lead) - Simon Strübin (Ersatz) | Damen (Curling Club Flims) - Mirjam Ott (Skip) - Binia Beeli (Third) - Valeria Spälty (Second) - Michèle Moser-Knobel (Lead) - Manuela Kormann (Ersatz) |

Curling, Herren: 5. Platz in der Vorrunde
Curling, Damen: Silber 

### Eishockey
Herren
| Torhüter: - David Aebischer (Montréal Canadiens) - Marco Bührer (SC Bern) - Martin Gerber (Carolina Hurricanes) Verteidiger: - Goran Bezina (HC Servette Genève) - Severin Blindenbacher (ZSC Lions) - Beat Forster (ZSC Lions) - Steve Hirschi (HC Lugano) - Olivier Keller (EHC Basel) - Mathias Seger (ZSC Lions) - Mark Streit (Montréal Canadiens) - Julien Vauclair (HC Lugano) | Stürmer: - Flavien Conne (HC Lugano) - Patric Della Rossa (EV Zug) - Paul DiPietro (EV Zug) - Patrick Fischer (EV Zug) - Sandy Jeannin (HC Lugano) - Marcel Jenni (Kloten Flyers) - Romano Lemm (Kloten Flyers) - Thierry Paterlini (ZSC Lions) - Martin Plüss (Frölunda Indians) - Kevin Romy (HC Lugano) - Ivo Rüthemann (SC Bern) - Adrian Wichser (ZSC Lions) - Thomas Ziegler (SC Bern) |

Eishockey, Herren: 6. Platz
Damen
| Torhüterinnen: - Patricia Elsmore-Sautter (Roseau/USA) - Florence Schelling (GCK Lions) Verteidigerinnen: - Nicole Bullo (HC Lugano) - Angela Frautschi (DHC Langenthal) - Ramona Fuhrer (DHC Lyss) - Ruth Künzle (HC Lugano) - Monika Leuenberger (EV Zug) - Julia Marty (EV Zug) - Prisca Mosimann (DHC Langenthal) | Stürmerinnen: - Silvia Bruggmann (EV Zug) - Sandra Cattaneo (EHC Illnau-Effretikon) - Daniela Diaz (EV Zug) - Kathrin Lehmann (TV Kornwestheim) - Jeanette Marty (EV Zug) - Stefanie Marty (EV Zug) - Christine Meier (EHC Illnau-Effretikon) - Sandrine Ray (HC Lugano) - Rachel Rochat (Needham/USA) - Laura Ruhnke (HC Lugano) - Tina Schumacher (DHC Lyss) |

Eishockey, Damen: 7. Platz

### Eiskunstlauf
- Stéphane Lambiel
Eiskunstlauf, Herren: Silber  – 231,21 Pkt.
- Sarah Meier
Eiskunstlauf, Damen: 8. Platz – 156,13 Pkt.
- Jamal Othman
Eiskunstlauf, Herren: 27. Platz – 52,18 Pkt. (nach dem Kurzprogramm ausgeschieden)

### Freestyle
- Thomas Lambert
Springen, Herren: 14. Platz – 214,77 Pkt. in der Qualifikation
- Evelyne Leu
Springen, Damen: Gold – 202,55 Pkt.
- Manuela Müller
Springen, Damen: 7. Platz – 159,14 Pkt.
- Renato Ulrich
Springen, Herren: 10. Platz – 204,75 Pkt.
- Christian Kaufmann (Ersatz)

### Rodeln
- Martina Kocher
Rodeln, Damen: 9. Platz – 3:09,591 min
- Stefan Höhener
Rodeln, Herren: 15. Platz – 3:28,784 min

### Skeleton
- Tanja Morel
Damen: 7. Platz – 2:02,50 min
- Maya Pedersen-Bieri
Damen: Gold  – 1:59,83 min
- Gregor Stähli
Herren: Bronze  – 1:56,80 min; +0,92 s

### Ski alpin
Herren
- Daniel Albrecht
Alpine Kombination: 4. Platz – 3:10,73 min
- Marc Berthod
Alpine Kombination: 7. Platz – 3:11,22 min
Riesenslalom: 17. Platz – 2:38,25 min
- Didier Cuche
Super-G: 12. Platz – 1:31,50 min
Riesenslalom: 19. Platz – 2:39,33 min
- Didier Défago
Abfahrt: 26. Platz – 1:51,51 min
Alpine Kombination: ausgeschieden im Slalom (1. Lauf)
Super-G: 16. Platz – 1:31,90 min
Riesenslalom: 14. Platz – 2:37,60 min
- Tobias Grünenfelder
Abfahrt: 12. Platz – 1:50,44 min
- Ambrosi Hoffmann
Abfahrt: 17. Platz – 1:50,72 min
Super-G: Bronze  – 1:30,98 min
- Bruno Kernen
Abfahrt: Bronze  – 1:49,82 min
Super-G: 18. Platz – 1:31,95 min
- Silvan Zurbriggen
Alpine Kombination: ausgeschieden im Slalom (1. Lauf)

Damen
- Fränzi Aufdenblatten
Abfahrt: 12. Platz – 1:57,96 min
Super-G: 17. Platz – 1:34,10 min
- Sylviane Berthod
Abfahrt: 14. Platz – 1:58,36 min
Super-G: 15. Platz – 1:34,00 min
- Monika Dumermuth
- Martina Schild
Abfahrt: Silber  – 1:56,86 min
Super-G: 6. Platz – 1:33,33 min
- Nadia Styger
Abfahrt: 5. Platz – 1:57,62 min
Super-G: 35. Platz – 1:35,57 min

### Ski nordisch
Langlauf
- Seraina Boner (Staffel)
10 km klassisch: 41. Platz, +3:06,6 min
4 × 5 km Staffel: 11. Platz, +2:04,7 min
- Reto Burgermeister (Staffel, Team-Sprint, Verfolgung, 15 km)
30 km Verfolgung (15 + 15 km): 60. Platz, +8:49,1 min
Team-Sprint klassisch: 14. Platz
4 × 10 km Staffel: 7. Platz, +1:25,2 min
- Christoph Eigenmann (Sprint, Team-Sprint)
Team-Sprint klassisch: 14. Platz
1,325 km Sprint klassisch: im Viertelfinal ausgeschieden
- Remo Fischer (Staffel, Verfolgung)
30 km Verfolgung (15 + 15 km): 37. Platz, +3:18,9 min
4 × 10 km Staffel: 7. Platz, +1:25,2 min
- Natascia Leonardi Cortesi (Staffel, Verfolgung)
15 km Verfolgung (7,5 + 7,5 km): 24. Platz, +2:45,6 min
4 × 5 km Staffel: 11. Platz, +2:04,7 min
- Toni Livers (Staffel, Verfolgung)
30 km Verfolgung (15 + 15 km): 41. Platz, +4:07,4 min
4 × 10 km Staffel: 7. Platz, +1:25,2 min
- Seraina Mischol (Staffel, Team-Sprint, 10 km)
10 km klassisch: 15. Platz, +1:39,0 min
4 × 5 km Staffel: 11. Platz, +2:04,7 min
1,145 km Sprint klassisch: nicht für Finalrunde qualifiziert
- Laurence Rochat (Staffel, Sprint, Team-Sprint, 10 km)
10 km klassisch: 25. Platz, +2:10,8 min
4 × 5 km Staffel: 11. Platz, +2:04,7 min
1,145 km Sprint klassisch: im Viertelfinal ausgeschieden
- Christian Stebler (Staffel)
15 km klassisch: 30. Platz, +2:37,3 min
4 × 10 km Staffel: 7. Platz, +1:25,2 min

 Skispringen
- Simon Ammann
Normalschanze (K106): 38. Platz – 107,0 Pkt.
Grossschanze (K140): 15. Platz – 218,0 Pkt.
Mannschaftsspringen (K140): 7. Platz – 886,9 Pkt.
- Andreas Küttel
Normalschanze (K106): 5. Platz – 262,5 Pkt.
Grossschanze (K140): 6. Platz – 239,1 Pkt.
Mannschaftsspringen (K140): 7. Platz – 886,9 Pkt.
- Guido Landert
Normalschanze (K106): 48. Platz – 97,0 Pkt.
Grossschanze (K140): 37. Platz – 85,3 Pkt.
Mannschaftsspringen (K140): 7. Platz – 886,9 Pkt.
- Michael Möllinger
Normalschanze (K106): 13. Platz – 249,0 Pkt.
Grossschanze (K140): 13. Platz – 224,9 Pkt.
Mannschaftsspringen (K140): 7. Platz – 886,9 Pkt.

 Nordische Kombination
- Ronny Heer
Einzel (Normalschanze K106/15 km): 24. Platz, +3:42,4 min
Team (Grossschanze K140/4 × 5 km): 4. Platz, 11:42,5 min
Sprint (Grossschanze K140/7,5 km): 22. Platz, +1:20 min
- Andreas Hurschler
Einzel (Normalschanze K106/15 km): 23. Platz, +3:37,3 min
Team (Grossschanze K140/4 × 5 km): 4. Platz, 12:02,5 min
Sprint (Grossschanze K140/7,5 km): 33. Platz, +1:50 min
- Seppi Hurschler
Einzel (Normalschanze K106/15 km): 22. Platz, +3:33,8 min
Sprint (Grossschanze K140/7,5 km): 24. Platz, +1:22 min
- Ivan Rieder
Einzel (Normalschanze K106/15 km): 27. Platz, +4:14,0 min
Team (Grossschanze K140/4 × 5 km): 4. Platz, 12:52,9 min
Sprint (Grossschanze K140/7,5 km): 23. Platz, +1:21 min
- Jan Schmid
Team (Grossschanze K140/4 × 5 km): 4. Platz, 13:23,0 min

### Snowboard
Halfpipe
- Therry Brunner
Halfpipe, Herren: 39. Platz – 9,2 Pkt.
- Frederik Kalbermatten
Halfpipe, Herren: 24. Platz – 30,8 Pkt.
- Markus Keller
Halfpipe, Herren: 7. Platz – 38,5 Pkt.
- Manuela Pesko
Halfpipe, Damen: 7. Platz – 35,9 Pkt.
- Gian Simmen
Halfpipe, Herren: 19. Platz – 33,8 Pkt.

Alpin
- Ursula Bruhin
Parallel-Riesenslalom, Damen: 7. Platz
- Heinz Inniger
Parallel-Riesenslalom, Herren: 5. Platz
- Gilles Jaquet
Parallel-Riesenslalom, Herren: 8. Platz
- Daniela Meuli
Parallel-Riesenslalom, Damen: Gold
- Philipp Schoch
Parallel-Riesenslalom, Herren: Gold
- Simon Schoch
Parallel-Riesenslalom, Herren: Silber

Boardercross
- Mellie Francon
Boardercross, Damen: 5. Platz
- Tanja Frieden
Boardercross, Damen: Gold
- Marco Huser
Boardercross, Herren: 9. Platz
- Ueli Kestenholz
Boardercross, Herren: 25. Platz
- Olivia Nobs
Boardercross, Damen: 11. Platz